# BL 18 inch railway howitzer
L'obice ferroviario BL 18 inch (ufficialmente noto come Ordnance BL 18-inch Mk I howitzer on truck, railway) era un obice ferroviario sviluppato durante la prima guerra mondiale. Faceva parte della serie di pezzi sempre più grandi sviluppati per l'impiego sul fronte occidentale, ma entrò in servizio solo nel 1920.

## Storia
Vennero realizzate cinque bocche da fuoco e due affusti ferroviari. Dopo la prima guerra mondiale questi pezzi grandi ma a gittata relativamente limitata non trovarono impiego e vennero stoccati. Nella seconda guerra mondiale due affusti ferroviari furono utilizzati per montare bocche da fuoco da 13.5 inch, capaci di ingaggiare obiettivi sulla costa francese della Manica occupata dai tedeschi. Alla fine del 1940 un obice da 18 inch venne montato sull'affusto ferroviario soprannominato "Boche Buster", utilizzato nel conflitto precedente per incavalcare un cannone BL 14 inch.

### Rischieramento nel Kent, 1940

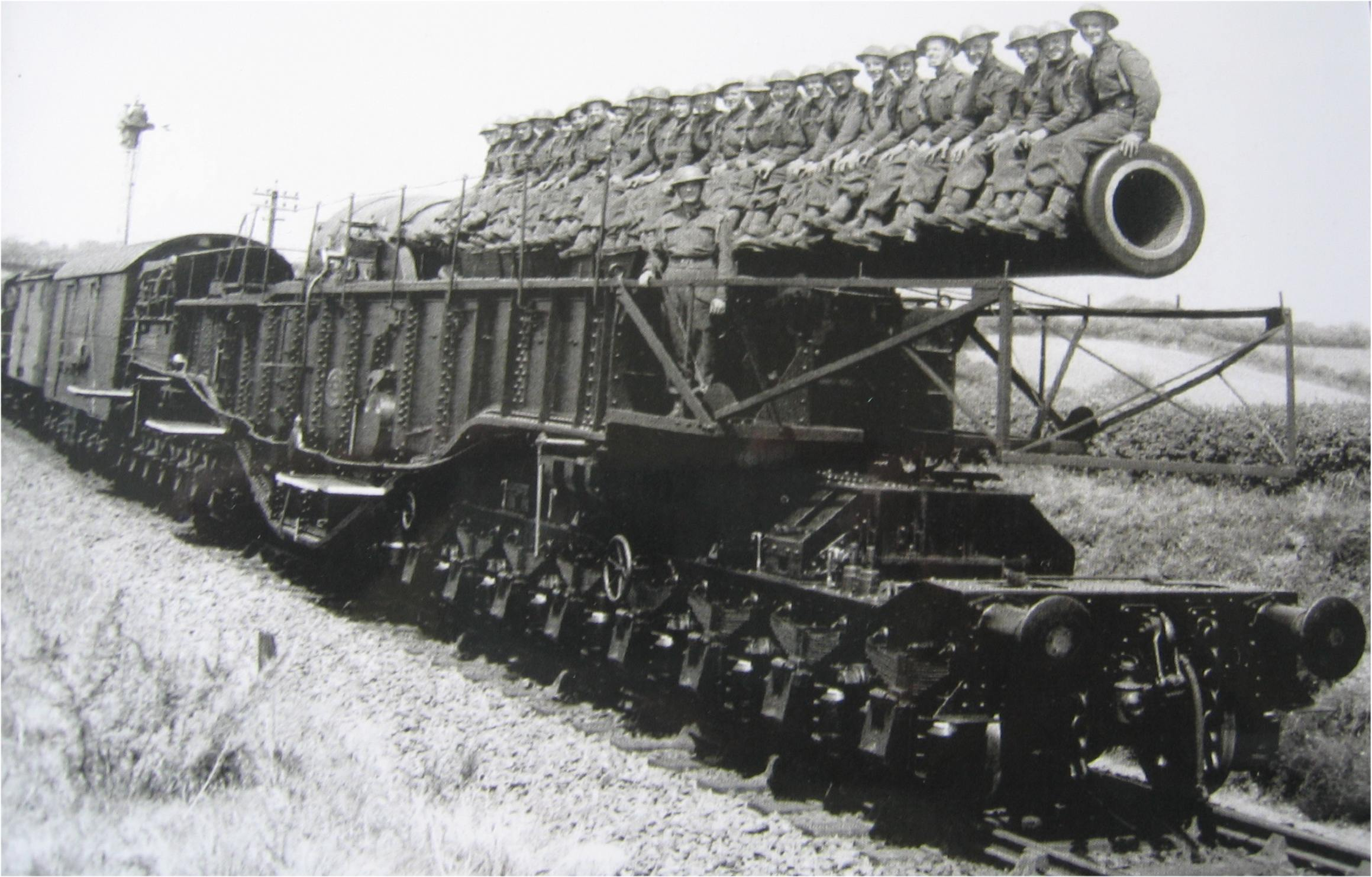
Serventi del "Boche Buster's" in posa sul cannone.

Nel 1940 in Gran Bretagna si temeva un'imminente invasione tedesca attraverso la Manica. Tre cannoni pesanti montati su rotaia furono schierati sulla linea ferroviaria della Elham Valley nel Kent. Il percorso ferroviario seguiva un andamento tortuoso, consentendo di addestrare i serventi alla movimentazione dei pezzi nei luoghi adatti. Il paesaggio boscoso inoltre forniva una buona copertura per i cannoni.
Il cannone più pesante era di stanza a Bourne Park, presso Canterbury, dove era presente un breve tunnel nel quale ricoverare il cannone in caso di attacco aereo nemico. Gli altri due cannoni furono schierati nella stazione ferroviaria di Elham. I tre cannoni rimasero in zona per la maggior parte delle ostilità.
Il pezzo basato a Bourne, il cosiddetto "Boche Buster", con 18 pollici (457 mm) di calibro era, a parte un pesante e inaffidabile cannone da assedio russo, il più grande cannone ferroviario d'Europa. Originariamente durante la prima guerra mondiale aveva una canna da 14 pollici (254 mm) ed entrò in azione l'ultima volta nel 1916 quando con tre colpi distrusse completamente la stazione ferroviaria di Arras in Francia. L'arma fu poi conservata a Nottingham fino all'inizio del 1940, quando le autorità si resero conto del potenziale dell'arma per la difesa militare. Nella primavera del 1940 presso le officine ferroviarie di Darlington l'affusto venne riequipaggiato col pezzo da 457 mm, uno dei tanti rimossi dalle corazzate britanniche in conseguenza del Trattato navale di Washington.
Il "Boche Buster" era manovrato da 50 tra ufficiali e artiglieri specializzati del 2nd Regiment della Royal Artillery. La batteria completa, compresi i Royal Engineers addetti alle locomotive e ai lavori sui binari, contava 80 uomini ed era conosciuta come 11th Super Heavy Battery. Dopo l'addestramento iniziale presso la Catterick Garrison nell'estate e nell'autunno del 1940, la batteria, sotto il comando del maggiore Boyle, si trasferì nel Kent all'inizio di gennaio 1941. Per il viaggio il cannone fu camuffato da tre carri di banane con abile uso di cerchi in acciaio e tela. Con 250 tonnellate totali, il cannone superava di gran lunga il limite della ferrovia di Elham e furono necessari considerevoli lavori di rafforzamento. Giunto a Bishopsbourne a febbraio, fu stazionato nel tunnel di Bourne Park. Questo aveva originariamente due binari, ridotti a uno come misura economica prima della guerra. Per consentire il passaggio dei treni mentre il cannone era ricoverato, fu necessario ripristinare il secondo binario.
I proiettili erano lunghi 2,01 m, ciascuno del peso di 1.300 kg, e il loro trasferimento richiedeva un lungo e arduo lavoro nonostante l'uso di speciali paranchi. La stessa stazione di Bishopsbourne fu utilizzata per l'accasermamento del personale su vagoni letto e carri mensa lungo i binari di manovra.
Il primo colpo di cannone, per prove di taratura, fu effettuato la mattina del 13 febbraio 1941, quando l'affusto fu trainato su un tratto di binario vicino al pub Black Robin, Kingston. Diversi colpi furono sparati nel mezzo della Manica, i cui risultati furono avvistati e misurati da posti di osservazione sulle scogliere di Dover. Nella zona di Kingston e Barham gli abitanti dei villaggi furono avvertiti di aprire porte e finestre, ma le esplosioni furono così violente che in molti casi le case furono danneggiate. Il cannone sparò solo in altre due occasioni, poco dopo la prima; una dal ponte World's Wonder Bridge tra Barham ed Elham e l'altro dal ponte Lickpot, Elham.
I binari ferroviari dovevano essere modificati ogni volta che il cannone veniva messo in batteria. Nei punti in cui l'esercito prevedeva che la cannone sarebbe stato schierato per contrastare una minaccia di invasione, le opere vennero rafforzate e la distanza fra le traversine venne ridotta. Il rinculo allo sparo faceva retrocedere il cannone di 6,1 m e nonostante questo comunque tendeva a distorcere i binari. Una diramazione di 200 metri venne posata nei campi, appena a nord del villaggio di Kingston, per consentire al cannone di puntare sulle spiagge di Sandwich Bay e Pegwell Bay, così come sullo Stretto di Dover e sul canale della Manica.
Il 20 giugno 1941, il "Boche Buster" fu ispezionato da Winston Churchill nella stazione di Bishopsbourne e più tardi, lo stesso giorno, il Primo Ministro visitò i cannoni più piccoli a Elham.
Nel 1944 l'esercito decise che tutti i cannoni sarebbero stati più utili nell'avanzata degli Alleati verso la Germania e furono portati nella piana di Salisbury per i test prima dell'invasione della Normandia.

## Conservazione
I quattro obici ferroviari BL 18 inch dispiegati durante la seconda guerra mondiale furono tutti rottamati nel dopoguerra.
Solo la bocca da fuoco del quinto obice, denominata "barrel number one" sopravvisse. Venne utilizzata per prove di artiglieria presso il poligono MoD Shoeburyness nel 1920, prima di essere immagazzinato presso il Royal Arsenal di Woolwich. Nel 1940 il cannone fu riportato a Shoeburyness per nuovi tiri sperimentali, venendo utilizzato fino al 1959. L'ultima serie di test venne condotta con proietti sperimentali da 450 kg (1.000 libbre) usando cariche di lancio ridotte.
Dopo decenni nei magazzini, la bocca da fuoco fu esposta presso Larkhill, quando la Royal Artillery venne lì trasferita nel 2008 con la chiusura delle Woolwich Barracks. Nel marzo 2013 venne data in prestito al Museo Ferroviario Olandese. A settembre dello stesso anno il pezzo tornò al museo di artiglieria delle Royal Armouries a Fort Nelson, Hampshire, dove è tuttora esposto montato su un affusto di prova a limitata elevazione e brandeggio, ideato per le prove a fuoco.